# Уилсон, Бад
Уи́льям Стю́арт Монтго́мери Уи́лсон (англ. William Stewart Montgomery Wilson), более известный как Бад Уилсон (Bud Wilson, 20 августа 1909 — 15 ноября 1964 г.) — канадский фигурист, выступавший в одиночном катании, лидер канадского фигурного катания 1920—1930 годов, бронзовый призёр Олимпийских игр 1932 года. На следующих Олимпийских играх остановился в шаге от пьедестала. Он одерживал победу на девяти национальных чемпионатах по фигурному катанию подряд, с 1929 по 1939 год. В 1932 году Уилсон завоевал серебряную медаль на чемпионате мира — первую среди канадских фигуристов.
Он также выступал в парном катании со своей сестрой Констанс Уилсон-Сэмюэл. Вместе они несколько раз становились чемпионами Канады, а на Олимпийских играх 1932 года были пятыми.
Уилсон жил в США. После окончания любительской карьеры он начал тренировать. Умер в 1964 году в Линкольне.

## Достижения

### Мужское одиночное катание
| Соревнование               | 1924 | 1925 | 1926 | 1927 | 1928 | 1929 | 1930 | 1931 | 1932 | 1933 | 1934 | 1935 | 1936 | 1937 | 1938 | 1939 |
| -------------------------- | ---- | ---- | ---- | ---- | ---- | ---- | ---- | ---- | ---- | ---- | ---- | ---- | ---- | ---- | ---- | ---- |
| Зимние Олимпийские игры    |      |      |      |      | 13   |      |      |      | 3    |      |      |      | 4    |      |      |      |
| Чемпионаты мира            |      |      |      |      | 7    |      | 4    |      | 2    |      |      |      | 5    |      |      |      |
| Чемпионат Северной Америки |      |      |      | 3    |      | 1    |      | 1    |      | 1    |      | 1    |      | 1    |      | 1    |
| Чемпионаты Канады          | 2    |      | 2    | 2    |      | 1    | 1    | 1    | 1    | 1    | 1    | 1    |      |      | 1    | 1    |

### Парное катание
(с Констанс Уилсон-Сэмюэл)
| Соревнование               | 1927 | 1928 | 1929 | 1930 | 1931 | 1932 | 1933 | 1934 | 1935 |
| -------------------------- | ---- | ---- | ---- | ---- | ---- | ---- | ---- | ---- | ---- |
| Зимние Олимпийские игры    |      |      |      |      |      | 5    |      |      |      |
| Чемпионаты мира            |      |      |      | 4    |      | 6    |      |      |      |
| Чемпионат Северной Америки | 3    |      | 1    |      | 1    |      | 1    |      | 2    |
| Чемпионаты Канады          | 2    |      | 1    | 1    | 2    | 1    | 1    | 1    | 3    |